# ويندي هارمر
ويندي هارمر (بالإنجليزية: Wendy Harmer)‏ هي كاتِبة وكاتبة للأطفال وصحفية أسترالية، ولدت في 10 أكتوبر 1955.

## وصلات خارجية
- ويندي هارمر على موقع IMDb (الإنجليزية)
- ويندي هارمر على موقع ميوزك برينز (الإنجليزية)
- ويندي هارمر على موقع ديسكوغز (الإنجليزية)
- ويندي هارمر على موقع قاعدة بيانات الفيلم (الإنجليزية)